# Jindřich Vondra
Jindřich Vondra (* 15. dubna 1957, Karlovy Vary) je bývalý československý atlet, jehož specializací byl skok do výšky.

## Kariéra

### Začátky
V dětství se nejprve věnoval plavání, později lyžování a košíkové. S atletikou začínal v rodném městě v roce 1969. Od roku 1977 hájil barvy Sparty Praha, kde jeho trenérem byl bronzový medailista z evropského šampionátu v Bernu Jaroslav Kovář. Zde zůstal až do roku 1983, poté strávil rok v RH Praha a v letech 1985 – 1991 startoval znovu za Spartu Praha.

### Mezinárodní úspěchy
V roce 1978 se zúčastnil ME v atletice v Praze, kde obsadil 12. místo. O rok později na halovém ME ve Vídni obsadil výkonem 215 cm 11. místo. V roce 1980 splnil limit na letní olympijské hry, avšak do dějiště her, Moskvy nakonec neodcestoval. Na halovém evropském šampionátu ve francouzském Grenoblu v roce 1981 skončil na 22. místě (210 cm). V roce 1986 na halovém ME v Madridu překonal 224 cm a skončil na dělené desáté pozici.
V letech 1977 – 1988 reprezentoval v devatenácti mezistátních utkáních, z toho čtyřikrát v evropském poháru.

### Osobní rekordy
Dvakrát posunul hodnotu českého rekordu (224 cm – 1980, 228 cm – 1985).
- hala – 227 cm – 13. únor 1986, Praha[3]
- venku – 229 cm – 29. červen 1985, Gateshead[4]
- desetiboj – 7 196 bodů – 1980